# Enicospilus nigronotatus
Enicospilus nigronotatus är en stekelart som beskrevs av Cameron 1903. Enicospilus nigronotatus ingår i släktet Enicospilus och familjen brokparasitsteklar. Inga underarter finns listade i Catalogue of Life.